# Guylain Luwere
Guylain Luwere est un banquier et lanceur d'alerte congolais né en 1981 à Kinshasa. 
En 2017, il accuse le groupe bancaire BGFIBank, son ancien employeur, d'avoir couvert des détournements de fonds publics de plusieurs dizaines de millions de dollars.

## Lanceur d'alerte à la BGFIBank
En 2017, Guylain Luwere a pris une décision qui a eu des répercussions considérables dans le monde financier. Confronté aux pratiques préoccupantes au sein de la BGFIBank, il a choisi de briser le silence et de dénoncer publiquement les activités de l'institution.
Parmi les accusations portées par Guylain Luwere figuraient le blanchiment d'argent, le financement d'entreprises sous sanctions internationales et des opérations financières douteuses. Ces révélations ont envoyé des ondes de choc à travers le secteur bancaire et ont mis en lumière les failles du système de régulation.

## Congo Hold-up
Guylain Luwere n'a pas limité son action à dénoncer les pratiques douteuses au sein de la BGFIBank. Il s'est également engagé dans la lutte contre la corruption en dénonçant le scandale « Congo Hold Up », un cas de détournement massif de fonds publics impliquant les autorités de Kinshasa.
En exil en France depuis 2017, Guylain Luwere n'a pas hésité à prendre des mesures juridiques. Aux côtés de Jean-Jacques Lumumba, ils ont déposé une plainte soutenue par la Plateforme de Protection des Lanceurs d’alerte en Afrique (PPLAAF).
En 2022, Guylain Luwere dénonce le silence de la communauté internationale vis-à-vis de l'agression rwandaise dans la partie Est de la République démocratique du Congo.